# Petr Hejma
Petr Hejma (tudi Peter Hejma), češki hokejist, * 24. april 1944, Praga, Češka.
Hejma je v svoji karieri igral za kluba Sparta Praga in Dukla Jihlava v češkoslovaški ligi, v drugem delu kariere pa je igral v nemški ligi, kjer je bil devet sezon član kluba Düsseldorfer EG, za katerega je na 359-ih prvenstvenih tekmah dosegel 240 golov in 274 podaj ter osvojil dva naslova državnega prvaka, dve sezoni pa tudi kluba Krefeld EV, za katerega je na 83-ih prvenstvenih tekmah dosegel 57 golov in 68 podaj. 
Za češkoslovaško reprezentanco je nastopil na enih olimpijskih igrah, kjer je bil dobitnik srebrne medalje.